# Anomala antiqua
Anomala antiqua är en skalbaggsart som beskrevs av Leonard Gyllenhaal 1817. Anomala antiqua ingår i släktet Anomala och familjen Rutelidae. Inga underarter finns listade i Catalogue of Life.